# Muzeum Młynarstwa Powietrznego w Bęsi
Muzeum Młynarstwa Powietrznego w Bęsi – muzeum działające od około 1974 do 2009 roku we wsi Bęsia (powiat olsztyński).
Muzeum było częścią centrum kulturalnego, mieszczącego się w zbudowanym w 1810 roku wiatraku holenderskim. Placówka prowadzona była przez oddział Stowarzyszenia Społeczno-Kulturalnego „Pojezierze” i – oprócz części wystawienniczej – mieściła również kawiarnię. Odbywały się tu spotkania z literatami (m.in. Maria Zientara-Malewska, Erwin Kruk, Witold Doroszewski), organizowano wystawy prac plastycznych (m.in. Hieronima Skurpskiego) oraz koncerty (m.in. Sławy Przybylskiej, Anny German, Jerzego Połomskiego oraz muzyków olsztyńskiej filharmonii).
Do 1991 roku budynek pozostawał w gestii olsztyńskiego Wojewódzkiego Ośrodka Postępu Rolniczego. Po likwidacji WOPR w 1991 roku obiekt został przejęty przez Agencję Własności Rolnej Skarbu Państwa, która w 1998 roku – wraz z położonym nieopodal zespołem pałacowym – sprzedała go osobom prywatnym. Wymagający remontu budynek został zamknięty, a eksponaty muzeum pozostawiono wewnątrz obiektu.